# Terremoti in Azerbaigian
I terremoti in Azerbaigian sono comuni, a causa di diverse faglie presenti nel paese. In Azerbaigian si sono verificati molti terremoti potenti e distruttivi.

## Terremoti più importanti
| Data              | Ora        | Luogo                 | Latitudine | Longitudine | Morti       | Magnitudo       | Commenti | Note  |
| ----------------- | ---------- | --------------------- | ---------- | ----------- | ----------- | --------------- | --- | ----- |
| 427               |            |                       | 40.5       | 46.5        | Sconosciuto | 6,7 Richter     | Poche informazioni disponibili su questo evento, tranne che il danno è stato grave. | [ 1 ] |
| 906               |            | Qıvraq                | 39.78      | 44.88       | Sconosciuto | 6,2 Richter     | | [ 2 ] |
| 30 settembre 1139 | Notte      | Gəncə                 | 40.40      | 46.23       | Sconosciuto | 6,3 Richter     | | [ 3 ] |
| 25 novembre 1667  |            | Şamaxı                | 40.60      | 48.60       | 80 000      | 6,9 Richter     | I terremoti sono durati tre mesi, edifici di ogni tipo sono andati in rovina, i danni alle strade sono stati così gravi che le roulotte hanno dovuto essere reindirizzate.                          | [ 1 ] |
| 4 gennaio 1669    |            | Şamaxı                | 40.60      | 48.60       | 7 000       | 5,7 Richter     | | [ 1 ] |
| 9 agosto 1828     | 16:00      | Şamaxı                | 40.70      | 48.40       | Sconosciuto | 5,7 Richter     | | [ 1 ] |
| 2 gennaio 1842    | 22:00      | Baku                  | 40.5       | 50.0        | Sconosciuto | 4,3-5,0 Richter | | [ 4 ] |
| 11 giugno 1859    | 13:00      | Şamaxı                | 40.70      | 48.50       | 100         | 5,9 Richter     | | [ 1 ] |
| 28 gennaio 1872   | 07:00      | Şamaxı                | 40.60      | 48.70       | Sconosciuto | 5,7 Richter     | | [ 1 ] |
| 13 febbraio 1902  | 09:39:30   | Şamaxı                | 40.70      | 48.60       | 86          | 6,9 Richter     | | [ 1 ] |
| 27 aprile 1931    | 16:50:45   | Zangezur              | 39.40      | 46.00       | 390-2 890   | 6,4 Richter     | | [ 5 ] |
| 4 giugno 1999     | 09:12:50   | Ağdaş, Ucar, Ağalı    | 40.802     | 47.448      | 1           | 5,4 Richter     | | [ 1 ] |
| 25 novembre 2000  | 18:09:11.4 | Baku                  | 40.245     | 49.946      | 31          | 6,8 Richter     | | [ 1 ] |
| 7 maggio 2012     | 09:40      | Distretto di Zaqatala | 41.541     | 46.766      | 0           | 5,6 Richter     | Il terremoto ha danneggiato gravemente 20 edifici residenziali, in parte è crollato un palazzetto dello sport di una scuola e ha ferito 15 persone. Si sentiva anche nella vicina Russia e Georgia. | [ 6 ] |